# Bareyo
Bareyo is een gemeente in de Spaanse provincie Cantabrië in de regio Cantabrië met een oppervlakte van 32 km². Bareyo telt 1.999 inwoners (1 januari 2016).

## Demografische ontwikkeling
Bron: INE, 1857-2011: volkstellingen